# Immeuble rue de la Porte-de-Monteux de Carpentras
L'Immeuble rue Porte de Monteux est un bâtiment d'habitation situé à Carpentras, dans le département de Vaucluse.

## Histoire
L'immeuble rue Porte de Monteux est inscrit au titre des monuments historiques par arrêté du 28 octobre 1949.